# La Celle (Cher)
La Celle és un municipi francès, situat al departament de Cher i a la regió de Centre – Vall del Loira. L'any 2007 tenia 360 habitants.

## Demografia

### Població
El 2007 la població de fet de La Celle era de 360 persones. Hi havia 146 famílies, de les quals 36 eren unipersonals (20 homes vivint sols i 16 dones vivint soles), 57 parelles sense fills, 45 parelles amb fills i 8 famílies monoparentals amb fills.
La població ha evolucionat segons el següent gràfic:
Habitants censats

### Habitatges
El 2007 hi havia 204 habitatges, 147 eren l'habitatge principal de la família, 29 eren segones residències i 27 estaven desocupats. 199 eren cases i 3 eren apartaments. Dels 147 habitatges principals, 120 estaven ocupats pels seus propietaris, 21 estaven llogats i ocupats pels llogaters i 6 estaven cedits a títol gratuït; 3 tenien una cambra, 15 en tenien dues, 27 en tenien tres, 39 en tenien quatre i 63 en tenien cinc o més. 103 habitatges disposaven pel capbaix d'una plaça de pàrquing. A 61 habitatges hi havia un automòbil i a 69 n'hi havia dos o més.

### Piràmide de població
La piràmide de població per edats i sexe el 2009 era:
| Homes | Edats   | Dones |
| ----- | ------- | ----- |
| 0     | 95 o +  | 0     |
| 0     | 90 a 94 | 8     |
| 0     | 85 a 89 | 0     |
| 4     | 80 a 84 | 4     |
| 4     | 75 a 79 | 12    |
| 8     | 70 a 74 | 12    |
| 8     | 65 a 69 | 12    |
| 8     | 60 a 64 | 8     |
| 8     | 55 a 59 | 4     |
| 28    | 50 a 54 | 4     |
| 4     | 45 a 49 | 12    |
| 20    | 40 a 44 | 12    |
| 16    | 35 a 39 | 16    |
| 8     | 30 a 34 | 4     |
| 0     | 25 a 29 | 12    |
| 0     | 20 a 24 | 8     |
| 12    | 15 a 19 | 24    |
| 8     | 10 a 14 | 16    |
| 20    | 5 a 9   | 0     |
| 4     | 0 a 4   | 16    |

## Economia
El 2007 la població en edat de treballar era de 225 persones, 171 eren actives i 54 eren inactives. De les 171 persones actives 147 estaven ocupades (86 homes i 61 dones) i 24 estaven aturades (12 homes i 12 dones). De les 54 persones inactives 24 estaven jubilades, 12 estaven estudiant i 18 estaven classificades com a «altres inactius».

### Ingressos
El 2009 a La Celle hi havia 154 unitats fiscals que integraven 363 persones, la mediana anual d'ingressos fiscals per persona era de 17.329 €.

### Activitats econòmiques
Dels 9 establiments que hi havia el 2007, 1 era d'una empresa extractiva, 3 d'empreses de construcció, 1 d'una empresa d'hostatgeria i restauració, 1 d'una empresa financera, 2 d'empreses de serveis i 1 d'una entitat de l'administració pública.
Dels 3 establiments de servei als particulars que hi havia el 2009, 1 era un guixaire pintor i 2 fusteries.
L'any 2000 a La Celle hi havia 3 explotacions agrícoles.

## Equipaments sanitaris i escolars
El 2009 hi havia una escola elemental integrada dins d'un grup escolar amb les comunes properes formant una escola dispersa.

## Poblacions més properes
El següent diagrama mostra les poblacions més properes.